# 1925 في الأرجنتين
فيما يلي قوائم الأحداث التي وقعت خلال عام 1925 في الأرجنتين.

## سياسة

### تعيين في المنصب
- 1 يناير – مالكوم روبرتسون سفير المملكة المتحدة لدى الأرجنتين ‏.
- 28 أبريل – ليوبولدو ميلو عضو مجلس الشيوخ الأرجنتيني ‏.

### انتهاء فترة المنصب
- 30 أبريل – ليوبولدو ميلو عضو مجلس الشيوخ الأرجنتيني ‏.

## رياضة
- 1 يناير – دوري الدرجة الأولى الأرجنتيني 1925 الفائز هوراكان.
- 1 يناير – كأس أمريكا الجنوبية 1925 الفائز منتخب الأرجنتين لكرة القدم.

## مواليد

### يناير
- 1 يناير – غلوريا أوجارت ممثلة أرجنتينية.
- 1 يناير – مارسيل مارتي

### مارس
- 1 يناير – مارسيل مارتي
- 8 مارس – مارتا لونش كاتبة أرجنتينية.
- 12 مارس – روزاريو غرانادوس ممثلة أرجنتينية.
- 13 مارس – فرناندو بيري مخرج أفلام أرجنتيني.

### أبريل
- 10 أبريل – روبرتو كول لاعب كرة قدم أرجنتيني.
- 30 أبريل – ألفريدو برافو سياسي أرجنتيني.

### مايو
- 10 مايو – خوانيتا مارتينيز
- 10 مايو – نيستور روسي لاعب كرة قدم أرجنتيني.
- 12 مايو – ريكاردو بريميتيفو غونزالس لاعب كرة سلة أرجنتيني.
- 24 مايو – بيدرو غونزاليس ممثل أمريكي.
- 25 مايو – خوسيه ماريا غاتيكا ملاكم أرجنتيني.
- 25 مايو – هارولدو كونتي

### يونيو
- 7 يونيو – أرنستينا هيريرا دي نوبل ناشرة أرجنتينية.
- 11 يونيو – خوان فرانسيسكو لومباردو لاعب كرة قدم أرجنتيني.
- 13 يونيو – كريستين ميلر

### يوليو
- 16 يوليو – روزيتا كينتانا ممثلة مكسيكية.

### أغسطس
- 2 أغسطس – خورخه فيديلا رئيس أرجنتيني سابق، وقائد انقلاب عسكري.
- 7 أغسطس – ليوبولدو رويز لاعب غولف أرجنتيني.
- 16 أغسطس – راؤول بيريز فاريلا لاعب كرة سلة أرجنتيني.
- 25 أغسطس – غوستافو ألبلا لاعب كرة قدم أرجنتيني.
- 29 أغسطس – نيلي لوبيز ممثلة أرجنتينية.

### سبتمبر
- 9 سبتمبر – روكي اولسين مدرب، ولاعب كرة قدم أرجنتيني.
- 16 سبتمبر – برونو فاراني لاعب كرة سلة أرجنتيني.
- 16 سبتمبر – ليليانا ميرلو
- 30 سبتمبر – فيليكس لونا كاتب وشاعر ومؤرخ أرجنتيني.

### أكتوبر
- 1 أكتوبر – أدولفو كامنسكي
- 5 أكتوبر – روبيرتو خواروز شاعر أمريكي.
- 19 أكتوبر – إميليو ادواردو ماسيرا

### ديسمبر
- 20 ديسمبر – ماريا روزا غالو ممثلة أرجنتينية.